# يوسكي شيراي
يوسكي شيراي (白井悠介 شيراي يوسكي) هو مؤدي أصوات ياباني ولد في 18 يناير 1986 في محافظة ناغانو.

## أدواره في الأنمي

### مسلسلات أنمي تلفزيونية
- نادي ثانوية الوسيمين للدفاع عن الأرض LOVE! - إيو ناروكو
- الملعقة الفضية - ريو نيشيكورا
- أص الديناري - أكيو
- وتش كرافت ووركس - أوباما
- الشمس التي تخترق الأوهام - شوجي كيشيدا
- ما زال العالم جميلا - راني ثيوس الأصغر
- أركانا فاميليا - جورجيو

## أدواره في ألعاب الفيديو
- نادي ثانوية الوسيمين للدفاع عن الأرض LOVE!GAME! - إيو ناروكو
- آيدولماستر سايد إم - هارونا واكازاتو

## وصلات خارجية
- يوسكي شيراي على موقع IMDb (الإنجليزية)
- يوسكي شيراي على موقع ميوزك برينز (الإنجليزية)
- يوسكي شيراي على موقع قاعدة بيانات الفيلم (الإنجليزية)
- يوسكي شيراي على موقع ANN person (الإنجليزية)